# Bohdan Szklarski
Bohdan Michał Szklarski (ur. 1961) – polski politolog, doktor habilitowany, profesor nadzwyczajny Uniwersytetu Warszawskiego. Specjalizuje się w amerykanistyce, kulturze politycznej, przywództwie politycznym oraz teorii demokracji.

## Kariera
Absolwent anglistyki Uniwersytetu Warszawskiego oraz Wydziału Nauk Politycznych w Northeastern University w Bostonie. W latach 1992–1996 kierownik programu „American Government Program” realizowanego w ramach Ośrodka Studiów Amerykańskich na Uniwersytecie Warszawskim. W Instytucie Studiów Politycznych PAN uzyskał w 1996 stopień naukowy doktora na podstawie rozprawy pt. Articulation of Interests in Systemic Transformation: The Case of Poland. Na jej podstawie powstała książka Semi-Public Democracy. Articulation of Interests in Systemic Transformation (Warszawa 1997).
W latach 2001–2003 kierował projektem badawczym „Symboliczne aspekty przywództwa prezydenckiego w demokracji amerykańskiej” w Instytucie Studiów Politycznych PAN w Warszawie. Przedmiotem badania było przywództwo polityczne w systemie demokratycznym, w oparciu o analizę prezydentury w Stanach Zjednoczonych.
Wykładał na University of Kentucky, University of Louisville City University of New York, Boston College, University of Notre Dame.
Został zastępcą kierownika Katedry Politologii w Collegium Civitas w Warszawie (gdzie również wykłada) oraz adiunktem w Instytucie Studiów Politycznych PAN. Wykłada również na Uniwersytecie SWPS.

## Publikacje
Autor książki Przywództwo symboliczne: między rządzeniem a reprezentacją. Amerykańska prezydentura końca XX wieku (ISP PAN, Warszawa 2006).
Autor wielu artykułów, m.in.:
- The Leadership Situation – Presidential Battles for Political Agenda, w: American Freedoms, American (Dis)Orders, s. 75–88, ASC, r. 2006
- Presidential Mystique – Explorations in Political Life After Death (JFK), w: John F. Kennedy. The Man and the Myth, s. 43–59, American Studies Center, r. 2004
- Making the Most of Doctoral Training in Political Science in Post-Communist Reality, w: Professional Practice in European Political Science, s. 50–53, epsNET, r. 2003
- Teaching American Politics in Post-Communist Poland w: Research and Scholarship in Integration Processes – Poland – USA - EU, s. 97–108, Wydawnictwo Uniwersytetu Łódzkiego, r. 2003
- Od klientelizmu do paternalizmu biednej społeczności popegeerowskiej, w: Lata tłuste, lata chude ... Spojrzenia na biedę w społecznościach lokalnych, s. 105–140, IFiS PAN, r. 2002